# Formel-3-Masters
Das Formel-3-Masters (auch bekannt als Masters of Formula 3) ist ein internationales Formel-3-Rennen, das seit 1991 jährlich ausgetragen wird. Das Formel-3-Masters fand von 1991 bis 2006 und seit 2009 im Circuit Park Zandvoort sowie 2007 und 2008 auf dem Circuit Zolder statt.
Das Formel-3-Masters nahm nach dem Ende des Europäischen Formel-3-Cups nach der Saison 1990 die Position einer inoffiziellen Formel-3-Europameisterschaft ein. Diese Position verlor das Formel-3-Masters auch nicht, als die FIA zwischen 1999 und 2004 den Grand Prix de Pau als europäischen Formel-3-Cup auszeichnete.
Zu dem Formel-3-Masters treten Rennfahrer aus verschiedenen europäischen Formel-3-Meisterschaften an. Valtteri Bottas und Felix Rosenqvist sind die einzigen Rennfahrer, die das Formel-3-Masters mehrfach gewannen (2009, 2010 bzw. 2011, 2013).
2011 war das Formel-3-Masters ein Lauf der FIA-Formel-3-Trophäe, einem internationalen Formel-3-Wettbewerb, der jedoch nur eine Saison ausgeschrieben wurde.

## Offizielle Namen
- 1991–2005: Marlboro Masters of Formula 3
- 2006: BP Ultimate Masters of Formula 3
- 2007: Zandvoort Masters of Formula 3 @ Zolder
- 2008 und 2011–2012: RTL GP Masters of Formula 3
- 2009: Tango Masters of Formula 3
- ab 2010: Masters of Formula 3

## Meister
| Auflage | Jahr | Meister            | 2. Platz             | 3. Platz              |
| ------- | ---- | ------------------ | -------------------- | --------------------- |
| 01      | 1991 | David Coulthard    | Jordi Gené           | Marcel Albers         |
| 02      | 1992 | Pedro Lamy         | Diogo Castro Santos  | Gil de Ferran         |
| 03      | 1993 | Jos Verstappen     | Paolo Coloni         | Michael Krumm         |
| 04      | 1994 | Gareth Rees        | Jörg Müller          | Sascha Maassen        |
| 05      | 1995 | Norberto Fontana   | Ralf Schumacher      | Hélio Castro Neves    |
| 06      | 1996 | Kurt Mollekens     | Jonny Kane           | Nick Heidfeld         |
| 07      | 1997 | Tom Coronel        | Sébastien Philippe   | Mark Webber           |
| 08      | 1998 | David Saelens      | Enrique Bernoldi     | Mario Haberfeld       |
| 09      | 1999 | Marc Hynes         | Thomas Mutsch        | Etienne van der Linde |
| 10      | 2000 | Jonathan Cochet    | Ben Collins          | Tomas Scheckter       |
| 11      | 2001 | Takuma Satō        | André Lotterer       | Anthony Davidson      |
| 12      | 2002 | Fabio Carbone      | Olivier Pla          | Tristan Gommendy      |
| 13      | 2003 | Christian Klien    | Nelson Angelo Piquet | Ryan Briscoe          |
| 14      | 2004 | Alexandre Prémat   | Eric Salignon        | Adam Carroll          |
| 15      | 2005 | Lewis Hamilton     | Adrian Sutil         | Lucas di Grassi       |
| 16      | 2006 | Paul di Resta      | Giedo van der Garde  | Sébastien Buemi       |
| 17      | 2007 | Nico Hülkenberg    | Yann Clairay         | Jean Karl Vernay      |
| 18      | 2008 | Jules Bianchi      | Nico Hülkenberg      | Jon Lancaster         |
| 19      | 2009 | Valtteri Bottas    | Mika Mäki            | Stefano Coletti       |
| 20      | 2010 | Valtteri Bottas    | Alexander Sims       | Marco Wittmann        |
| 21      | 2011 | Felix Rosenqvist   | Marco Wittmann       | Kevin Magnussen       |
| 22      | 2012 | Daniel Juncadella  | Raffaele Marciello   | Hannes van Asseldonk  |
| 23      | 2013 | Felix Rosenqvist   | Alex Lynn            | Emil Bernstorff       |
| 24      | 2014 | Max Verstappen     | Steijn Schothorst    | Nabil Jeffri          |
| 25      | 2015 | Antonio Giovinazzi | Markus Pommer        | Sérgio Sette Câmara   |